# Dancé, Loire
Dancé là một commune trong tỉnh Loire miền trung nước Pháp.